# 劉梁
劉梁（りゅうりょう）は、中国の人物。
- 長沙定王の劉発の後裔で、舂陵孝侯の劉仁の子。新の時代に挙兵したが、にわかに病没した。
- 明の官吏。進士に及第した。
- 下記の本項で述べる。

劉 梁（りゅう りょう、生没年不詳）は、後漢の官僚・文人。字は曼山。またの名は岑。本貫は東平国寧陽県。

## 略歴
前漢の梁孝王劉武の末裔であったが、若くして父を失って貧窮し、書を市で売って日銭を稼いだ。社会が利権で結びつき、よこしまな人々が党派を作っている世情を憎んで、「破群論」を著した。また「弁和同之論」を著した。
桓帝のとき、孝廉に察挙され、北新城県令に任じられた。講舎を作って、生徒数百人を集め、儒教にもとづく教育を推し進めた。
特別に召し出されて入朝し、尚書郎に任じられた。後に野王県令とされたが、赴任しなかった。光和年間に病没した。文集3巻があった。
孫の劉楨がやはり文才で名を知られた。

## 伝記資料
- 『後漢書』巻80下 列伝第70下